# 顯示器可視角度
顯示器可视角度指的是使用者能从不一樣的方位清晰地看見螢幕上所有顯示內容的角度，可視角度包括水平可视角度與垂直可视角度這兩個標準。水平可视角度意思是靠熒幕的垂直法线做基準，在垂直于法线左邊或者右邊一定角度的方位上還可以正常的觀察到用戶認可的图像，此角度范围就為液晶水平可视角度；一個道理假如用水平法线为基準，上下可视角度就被叫做垂直可视角度。
因為提供LCD熒幕的光源经折射與反射之后输出的時候早已有了一定的方向性，如果超過这個范围內觀察就会發生色彩失真情況，CRT显示器不会有这个问题，所以CRT顯示器可視角度一般優於液晶顯示器。IPS液晶為目前市面上可視角度最廣的液晶。
現在市面上販賣的LCD显示器之可视角度全部為左右对称的，但上下就不一定对称，通常上下的角度<左右角度。在我们表示可视角為左右80度的時候，說明站在與熒幕法线（就是熒幕左右中間的幻想線）80度的方位时還可清楚觀察到熒幕图像。因為每個人類的视力不可能一樣，在最大可视角度之時所測到的对比度越高就越完美，可視角度越大顯示器也就更有可用性。
傳統的顯像管顯示器显示方法不同所以可视角度自然而然的能夠达到180度，這樣就與等离子與液晶這些受到显示技术限制的顯示器拉開差距，隨觀察方向變化畫質（亮度、色彩、对比度、画面灰阶等）會降低或提升。國標中顯示產品顯示角度120度為基本指數，2011年液晶市場可視角度主流為170以上（主要為176、178），一些最新的已達到180度的極限值。
在挑選液晶顯示器的时候可以在熒幕前左右移动，不同角度觀察畫質，對比细节、亮度、色彩变化開推定可視角度為多少。

## 注腳
1. 1 2 3  . ZOL報價.   [September 17, 2011]. （原始内容存档于2018-12-19）.
2. 1 2 3  万维家电网. . 21cn.com. 2010-11-08  [September 17, 2011]. （原始内容存档于2016-03-04）.